# Vocazione di Pietro e Andrea
La Vocazione di Pietro e Andrea è un dipinto tempera e oro su tavola (43,5x46 cm) di Duccio di Buoninsegna, databile al 1308-1311 circa e conservato nella National Gallery of Art di Washington. L'opera faceva parte della predella con Storie della vita pubblica di Cristo sul retro della Maestà del Duomo di Siena, destinata alla visione del clero.

## Storia
La Maestà di Duccio, posta sull'altare maggiore del Duomo di Siena con una solenne processione il 9 giugno 1311, venne rimossa dalla sua prestigiosa collocazione nel 1506, per il mutato gusto in fatto d'arte sacra. Nel 1771 la grandiosa pala venne trasferita alla chiesa della Carceri di Sant'Ansano in località Castelvecchio di Siena, dove venne smontata e segata in più porzioni: in quell'occasione numerosi pannelli andarono perduti. Mentre i pannelli più grandi tornarono in Duomo nel 1795 e da lì vennero musealizzati nel 1878, molti altri, appartenenti soprattutto alle parti accessorie come le predelle e le cuspidi, vennero dispersi.
Il pannello della Vocazione finì probabilmente nella collezione di Giuseppe e Marziale Dini a Colle di Val d'Elsa verso il 1879. Nel 1886 fu acquistato da Robert Henry ed Evelyn Holford, forse direttamente dai Dini, che lo trasportarono in Inghilterra, alla loro tenuta di Buckhurst Park nel Sussex. Nel 1927 venne quindi venduto ai mercanti d'arte della Duveen Brothers Inc., finendo sulla piazza di New York dove venne acquistato prima da Clarence H. Mackay (1929) e poi dalla Samuel H. Kress Foundation (1934). Fece poi parte del nucleo di opere italiane della prima donazione Kress al nascente museo nazionale nel 1939.

## Descrizione e stile
La piccola tavola mostra Gesù sulla sinistra, evidenziato da una rupe di sfondo, che con un gesto della mano chiama a sé i fratelli pescatori Simon Pietro e Andrea, che si trovano su una barchetta, dalla prua arricciata, nel mare di Tiberiade, mentre tirano su una rete piena di pesci; altri pesci e animali marini si vedono nuotare nell'acqua.
L'opera è un evidente esempio di come Duccio segua la tradizione bizantina senza interessarsi ad alcuna ricerca spaziale; manca anche l'indagine del reale aspetto degli oggetti rappresentati, che evocano in maniera quasi simbolica ciò che rappresentano, legandosi alla tradizione. La roccia scheggiata, tipica degli autori gotici, è infatti appiattita sul fondo oro, la barca sembra senza peso, come anche i pesci, che sembrano galleggiare ritmicamente. Notevole è invece la cura dei soggetti con delicati accordi cromatici e un'attenzione notevole alle dolcezze della sfumatura. Il brano più significativo è probabilmente il ritratto dei due fratelli, dall'espressione intensamente caratterizzata e dagli atteggiamenti variati nelle pose, nell'orientamento e nel sentimento: se Pietro risponde infatti con solerzia alla chiamata divina, Andrea sembra essersi a stento accorto, preso dal suo lavoro di trascinare a bordo l'eterea rete pescosa.